# عبيد الله بن عمر بن الخطاب
عبيد الله بن عمر بن الخطاب ابن عمر بن الخطاب، أمه أم كلثوم بنت جرول الخزاعية وهو أخو حارثة بن وهب الصحابي المشهور لأمه. ويعتبر من شجعان قريش وأبطالها. وهو القائل:
أنا عبيد الله سماني عمر
خير قريش من مضى ومن غبر
حاشا نبي الله والشيخ الأغر.

## نسبه
- أبوه: عمر بن الخطاب بن نفيل بن عبد العزى بن رياح بن عبد الله بن قرط بن رزاح بن عدي بن كعب بن لؤي[1] بن غالب [2] بن فهر بن مالك بن النضر وهو قريش بن كنانة بن خزيمة بن مدركة بن إلياس بن مضر بن نزار بن معد بن عدنان، العدوي القرشي.[3]
- أمه : أم كلثوم بنت عمرو الخزاعية.
- وزوجته: أسماء بنت عطارد بن حاجب التميمي كانت تحته، ثم خلف عليها الحسن بن علي بعد مقتله.[4]

## من حياته
خرج إلى العراق غازياً في زمن أبيه مع أخيه عبد الله، فلما قفلا مرا على أبي موسى الأشعري وهو أمير البصرة، فرحب بهما وقال: لو أقدر لكما على أمر أنفعكما به لفعلت. ثم قال: بلى، ها هنا مال من مال الله، أريد أن أبعث به إلى أمير المؤمنين وأسلفكما فتبتاعان به من متاع العراق ثم تبيعانه بالمدينة فتؤديان رأس المال إلى أمير المؤمنين ويكون لكما الربح ففعلا. وكتب إلى عمر بن الخطاب أن يأخذ منهما المال، فلما قدما على عمر قال: أكل الجيش أسلفهم، فقالا: لا، فقال عمر: أديا المال وربحه.

فأما عبد الله فسكت وأما عبيد الله فقال: ما ينبغي لك يا أمير المؤمنين، لو هلك المال أو نقص لضمناه، فقال: أديا المال. فسكت عبد الله وراجعه عبيد الله، فقال رجل من جلساء عمر: يا أمير المؤمنين لو جعلته قراضاً، فقال عمر: قد جعلته قراضاً فأخذ رأس المال ونصف ربحه، وأخذا النصف الباقي.

وقد كان يتكنى بأبي عيسى، فضربه عمر وقال: أتتكنى بأبي عيسى؟ وهل كان له من أب؟

### حادثة قتلهللهرمزان
حكى ابن عبد البر في كتاب الصحابة عن الحسن أن عبيد الله بن عمر قتل الهرمزان بعد أن أسلم وعفا عنه عثمان، فلما ولي علي خشيه على نفسه فهرب إلى معاوية فقتل بصفين، فلمَّا قتل عمر أخبرهم عبد الرحمن بن أبي بكر بأنه رأى الهرمزان وجفينة وأبا لؤلؤة يتناجون فنفروا منه فسقط من بينهم خنجر له رأسان نصابه في وسطه فلما رأى الخنجر الذي قتل فيه عمر على نفس الوصف الذي ذكر عبد الرحمن، خرج عبيد الله مشتملاً على السيف حتى أتى الهرمزان وطلب منه أن يصحبه حتى يريه فرساً له، وكان الهرمزان بصيراً بالخيل. فخرج يمشي معه فعلاه عبيد الله بالسيف فلما وجد حر السيف صاح لا إله إلا الله ثم أتى جفينة وكان نصرانياً فقتله ثم أتى بنت أبي لؤلؤة جارية صغيرة فقتلها، فقبض عليه وسجن إلى أن تولى عثمان بن عفان الخلافة فاستشار الصحابة في أمره فأفتى بعضهم بقتله، وأفتى بعضهم الآخر بالدية، فأدى عثمان الدية من ماله وأطلقه ولما تولى علي الخلافة، وكان يرى أن يقتل بالهرمزان خرج عبيد الله إلى الشام وانضم إلى معاوية بن أبي سفيان، حارب وقتل في معركة صفين.
وقد ذكر الطبري في كتابه تاريخ الرسل والملوك خلاف ذلك مايلي:«قال القماذبان عن قتل أبيه الهرمزان: كانت العجم بالمدينة يستروح بعضها إلى بعض، فمرّ فيروز بأبي ومعه خنجر له رأسان، فتناوله منه وقال: ما تصنع بهذا في هذه البلاد؟ فقال: آنس به؛ فرآه رجل، فلما أصيب عمر، قال: رأيت هذا مع الهرمزان، دفعه إلى فيروز. فأقبل عبيد الله فقتله؛ فلما ولي عثمان دعاني فأمكنني منه، ثم قال: يا بني هذا قاتل أبيك وأنت أولى به منا، فاذهب فاقتله فخرجت به وما في الأرض أحد إلّا معي؛ إلّا أنهم يطلبون إلي فيه. فقلت لهم: ألي قتله؟ قالوا: نعم - وسبّوا عبيد الله - فقلت: أفلكم أن تمنعوه؟ قالوا: لا وسبّوه. فتركته لله ولهم، فاحتملوني؛ فوالله ما بلغت المنزل إلّا على رؤوس الرجال وأكفّهم».

## مقتله
أتى زياد بن خصفة عبد القيس يوم صفين وقد عبيت قبائل حمير مع ذي الكلاع - وفيهم عبيد الله بن عمر بن الخطاب - لبكر بن وائل، فقوتلوا قتالًا شديدًا، خافوا فيه الهلاك. فقال زياد بن خصفة: يا عبد القيس، لا بكر بعد اليوم. فركبنا الخيول، ثم مضينا فواقفناهم، فما لبثنا إلا قليلًا حتى أصيب ذو الكلاع، وقتل عبيد الله بن عمر ، فقالت همدان: قتله هانئ بن خطاب الأرحبي؛ وقالت حضرموت: قتله مالك بن عمرو التنعي، وقالت بكر ابن وائل: قتله محرز بن الصحصح من بني عائش بن مالك بن تيم الله بن ثعلبة، وأخذ سيفه ذا الوشاح، فأخذ به معاوية بالكوفة بكر بن وائل، فقالوا: إنما قتله رجل منا من أهل البصرة، يقال له: محرز بن الصحصح، فبعث إليه بالبصرة فأخذ منه السيف، وكان رأس النمر بن قاسط عبد الله بن عمرو من بني تيم الله بن النمر.
قال هشام بن محمد: الذي قتل عبيد الله بن عمر رضي الله عنه محرز بن الصحصح، وأخذ سيفه ذا الوشاح، سيف عمر، وفي ذلك قول كعب بن جعيل التغلبي: